# Leucorea
Die Leucorea ist der Wittenberger Universitätsstandort der Martin-Luther-Universität Halle-Wittenberg, der aus der Universität Wittenberg hervorgegangen ist. 2002 feierte man das 500-jährige Jubiläum der Universitätsgründung in der Lutherstadt Wittenberg.

## Geschichte

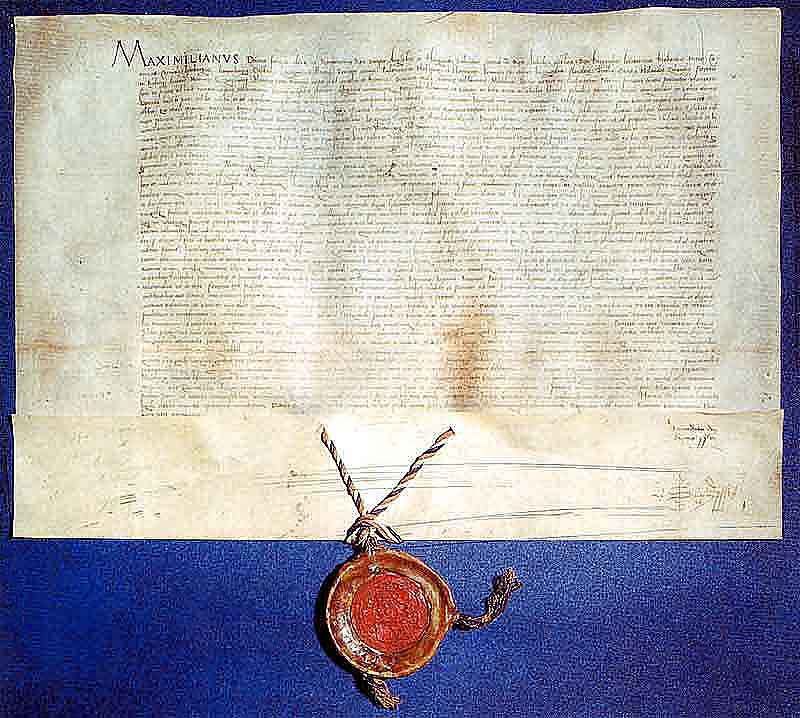
Gründungsurkunde König Maximilians für die Universität Wittenberg, ausgestellt in Ulm am 6. Juli 1502, Pergament mit anhängendem Siegel

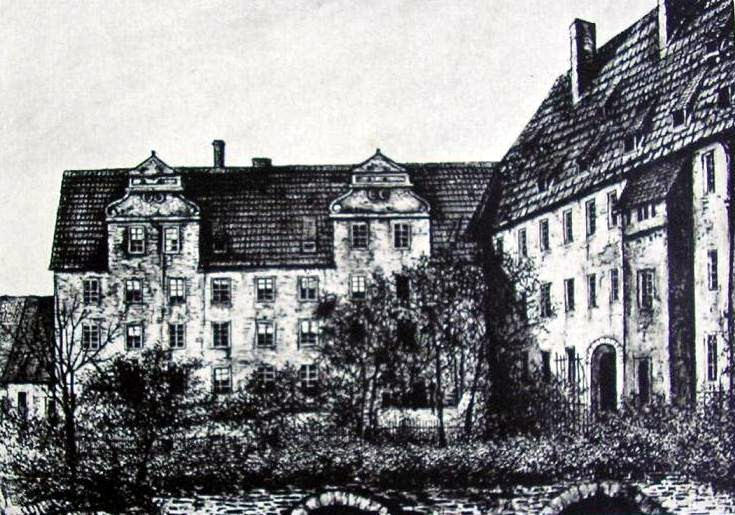
Universität Wittenberg, 19. Jahrhundert

### Gründung 1502
Auf Betreiben des Kurfürsten Friedrichs des Weisen von Sachsen erteilte der römisch-deutsche König und spätere Kaiser Maximilian I. am 6. Juli 1502 das königliche Gründungsprivileg für eine Universität, die am 18. Oktober 1502 als erste Universität nach der Leipziger Teilung in Wittenberg im ernestinischen Kurfürstentum Sachsen eröffnet wurde. Sie sollte der Ausbildung von Juristen, Theologen und Medizinern für die sächsische ernestinische Landesverwaltung dienen. Die päpstliche Bestätigung erfolgte am 2. Februar 1503 durch den päpstlichen Legaten Raimund Peraudi.
Der erste Rektor war Martin Pollich, der erste Dekan der theologischen Fakultät Johann von Staupitz, der erste Kanzler Goswin von Orsoy. Aufgrund ihres Rufes konnten sie viele Hochschullehrer und Studenten an die neu gegründete Universität ziehen. Die Wittenberger Hochschule bekam von den hier wirkenden Humanisten den gräzisierten Namen Leucorea verliehen (altgriechisch λευκός und ὄρος, d. h. ‚weißer Berg‘). Dies war eine Übersetzung des Stadtnamens, der entweder vom niederdeutschen Witten oder der slawischen Sprachwurzel Vite (‚Leben‘) und bec (‚Ufer‘), also vom weißen Sand des Elbufers herrührt.
Die ersten Statuten der Universität orientierten sich stark an denen der Universität Tübingen. Somit war die Hochschule inhaltlich sowie strukturell an den bereits bestehenden Universitäten in Deutschland ausgerichtet. Mit der philosophischen Fakultät wurde das Fundament gelegt, auf dem die juristische, medizinische und die theologische Fakultät aufbauten. Um die Universität finanzieren zu können, verband Kurfürst Friedrich die neue Hochschule 1507 mit dem Stift Allerheiligen und weiteren Stiftungen in seinem Herrschaftsgebiet. Die Übertragung der Rechte Friedrichs des Weisen verlieh der Universität im 16. Jahrhundert einen Sonderstatus mit eigener Gerichtsbarkeit.
Weil die Wittenberger Akademiker sich dem Humanismus zuwandten, erwarb sich die junge Universität einen guten Ruf. Bekannte Gelehrte wie Christoph von Scheurl, Andreas Bodenstein oder Hieronymus Schurff lehrten in den Anfangsjahren an der Universität. Staupitz veranlasste 1508 die Berufung des damals noch wenig bekannten Augustinermönchs Martin Luther auf einen Lehrstuhl. Später wurden noch Nikolaus von Amsdorf und für die griechische Sprache Philipp Melanchthon berufen. In der Zeit nach Luther galt Wittenberg als ein Zentrum der lutherischen Orthodoxie.
Für die sorbische Bevölkerung der Lausitz war die Universität Wittenberg insbesondere für Studenten der evangelischen Theologie zweitwichtigste Universität nach Leipzig. 1749 gründeten sie an der Universität die Wendische Predigergesellschaft zu Wittenberg.

### Schließung ab 1813
Der Lehrbetrieb an der Universität Wittenberg wurde im März 1813 eingestellt. Ihr letzter Rektor im Sommersemester 1815 war Carl Klien. Mit dem Wiener Kongress 1815 kamen die sächsischen Gebiete um Wittenberg zu Preußen. Infolgedessen wurde trotz mehrerer Versuche aus Wittenberg, die örtliche Universität zu behalten, die Universität von Wittenberg nach Halle verlegt, wo am 12. April 1817 die Vereinigte Friedrichs-Universität Halle-Wittenberg gegründet wurde. Als Ersatz wurde Wittenberg Standort des evangelischen Predigerseminars, das heute im Schloss Wittenberg seinen Sitz hat. Das Fridericianum wurde zur Kaserne umgebaut und später als Wohnraum genutzt. Wittenberg hatte damit seine wichtigste Institution verloren und entwickelte sich zur Garnisons- und Industriestadt.

### Neugründung 1994
Initiativen zur Wiedergründung der Universität blieben lange erfolglos. Erst nach der Wiedervereinigung Deutschlands 1990 wurde in Kooperation mit der Martin-Luther-Universität Halle-Wittenberg am 26. April 1994 im Gesetzblatt der Landesregierung Sachsen-Anhalt die Stiftung Leucorea als Stiftung öffentlichen Rechtes als Bestandteil der Martin-Luther-Universität Halle-Wittenberg ins Leben gerufen. Ziel der Stiftung ist es, die Pflege und Entwicklung der Wissenschaften in Forschung, Lehre und Studium an der Universität selbst und in den universitären Einrichtungen in Wittenberg zu unterstützen. Zu diesem Zweck werden an der Leucorea wissenschaftliche und kulturelle Veranstaltungen geplant und durchgeführt und an dem bis 1998 sanierten Fridericianum folgende Sektionen und Zentren angesiedelt:

## Siegel
Das heutige Bild entspricht dem Siegeltypar des Rektors der Wittenberger Universität aus dem Gründungsjahr 1502. Es zeigt den Stifter der Wittenberger Universität, den sächsischen Kurfürsten Friedrich den Weisen im Brustbild mit Kurhut und Hermelinmantel, auf dem vorn die Buchstaben „FRID: 3“ (Fridericus III.) zu sehen sind. Mit beiden Händen schultert Friedrich das Kurschwert nach links. Durch vier zu beiden Seiten paarig angeordnete Wappenschilde unterbrochen, trägt ein verschlungenes Schriftband die Aufschrift: „DOCERE / ME AVSPICE / CEPIT / WITTENBERG. / VNIVERSIT. / 1502.“ („Die Universität Wittenberg hat 1502 auf meine Initiative hin zu lehren begonnen“). Die Wappenschilde enthalten oben links die Kurschwerter der Erzmarschälle und Kurfürsten von Sachsen, oben rechts das Rautenkranzwappen des Herzogtums Sachsen, unten links den (nach innen gewandten) Löwen der Landgrafschaft Thüringen und unten rechts den Löwen der Markgrafschaft Meißen.
Das älteste Siegel der Universität Jena (von 1552/58) ist dem Wittenberger Siegel in Gestaltung, Größe und Umschrift fast gleich.

## Einrichtungen der Stiftung Leucorea

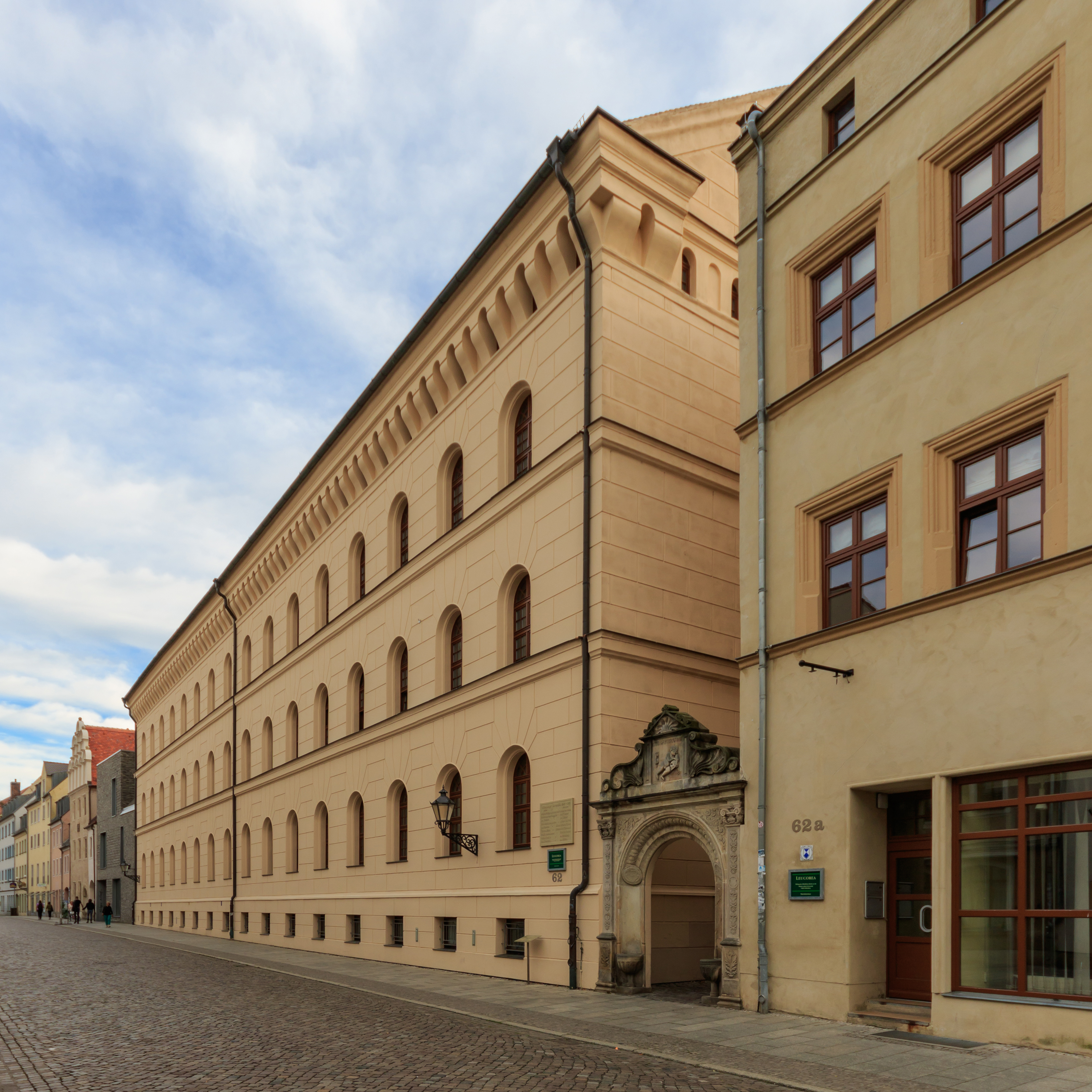
Leucoreagebäude, Straßenfassade

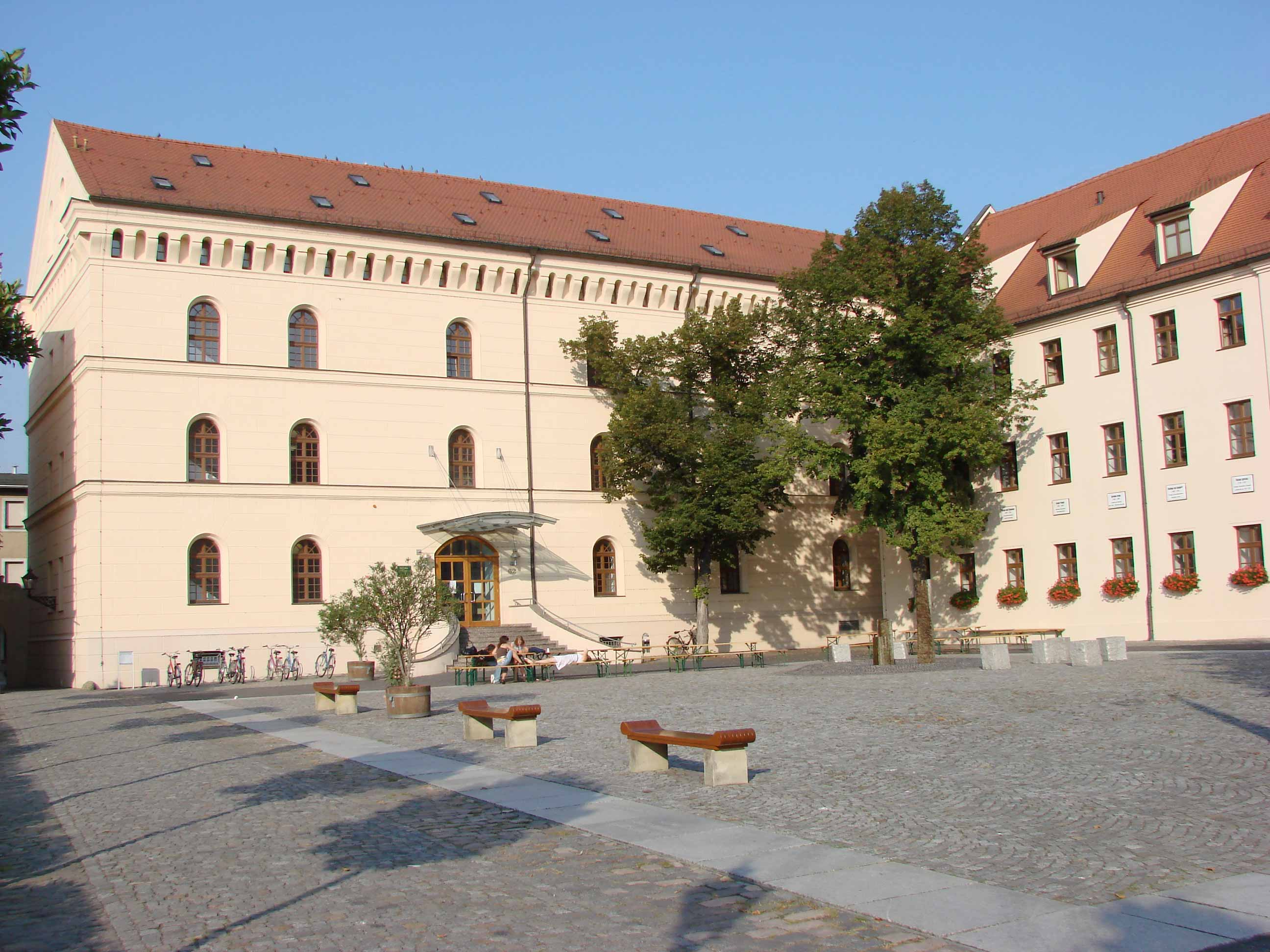
Leucoreagebäude, Innenhof

### Ehemalige Einrichtungen
- Zentrum für USA-Studien(Abk. ZUSAS)

Das am 31. Oktober 1995 unter der Leitung von Hans-Jürgen Grabbe in der Trägerschaft der Stiftung Leucorea gegründete ZUSAS beschäftigte sich mit der Vermittlung von Wissen über gesellschaftliche Prozesse in den USA. Dabei hatte sich das Zentrum an der Leucorea auf die Erforschung der Kultur, Gesellschaft, Politik und der Geschichte der Vereinigten Staaten spezialisiert. Das ZUSAS verfügte über eine umfangreiche Sammlung von Fachliteratur in der Bibliothek der Stiftung, die auch Lehrern der amerikanischen Landeskunde und der englischen Sprache zur Fortbildung und Entwicklung methodischer Konzepte dienen sollte. Von 2006 bis 2013 wurde es als Zentrum für USA-Studien der Martin-Luther-Universität Halle-Wittenberg als Einrichtung der Martin-Luther-Universität Halle-Wittenberg fortgeführt. 2014 wurde das ZUSAS in das von Erik Redling neu gegründete Mühlenberg-Zentrum für Amerikastudien bzw. Muhlenberg Center for American Studies (MCAS) in Halle überführt.
- Zentrum für Reformationsgeschichte und Lutherische Orthodoxie der Martin-Luther-Universität Halle-Wittenberg

Die seit dem 31. Oktober 1996 bestehende Einrichtung beschäftigte sich mit der Erforschung der Reformationsgeschichte und den historischen Zusammenhängen während der Zeit der Lutherischen Orthodoxie. In enger Zusammenarbeit mit der Universität Leipzig und dem Institut für Europäische Geschichte wurden die theologischen, philosophischen, frömmigkeits- und mentalitätsgeschichtlichen Entwicklungen untersucht. Dabei standen in Wittenberg zum Forschungsschwerpunkt die Quellen der Bibliothek des evangelischen Predigerseminars, die Quellenbestände der Luthergedenkstätten, die Archive der Stadt und der Kirchengemeinden zur Verfügung.
- Wissenschaftszentrum Sachsen-Anhalt (WZW)

Das Wissenschaftszentrum Sachsen-Anhalt existierte von 2005 bis 2014.

### Gegenwärtig aktive Einrichtungen
- Institut für deutsche Sprache und Kultur e. V. an der Martin-Luther-Universität Halle-Wittenberg

Die Einrichtung widmet sich der deutschen Sprache und bietet interkulturellen Teilnehmern an, kommunikative, kulturelle und soziale Kompetenzen in der Didaktik deutschen Sprachwissenschaft auszubilden. Dabei finden neue Methoden in der Sprachvermittlung Anwendung, die kommunikative Fähigkeiten ausprägen und ergänzen.
- Institut für Hochschulforschung an der Martin-Luther-Universität Halle-Wittenberg (HoF)[11]
- Wittenberg – Zentrum für Globale Ethik e. V. (WZGE)[12]
- Mesrop-Arbeitsstelle für armenische Studien (früher: Mesrop-Zentrum für armenische Studien)[13]

Das 1998 als Teil der Stiftung Leucorea gegründete Mesrop-Zentrum für armenische Studien wird seit 2006 als interdisziplinäre Arbeitsstelle an der Universität Halle weitergeführt.
- Forschungsstelle Hebraistik (Leitung: Stefan Schorch)[15]
- Forschungsstelle Septuaginta (Leitung: Frank Ueberschaer)[16]

## Professoren (1502–1817)
- Andreas Bodenstein (1480–1541), Reformator
- Martin Luther (1483–1546), Vater der Reformation
- Bartholomäus Bernhardi (1487–1551), Theologe
- Johann Forster (1496–1556), Theologe
- Philipp Melanchthon (1497–1560), Reformator
- Johannes Aurifaber (Vratislaviensis) (1517–1568), Theologe und Reformator
- Ulrich von Mordeisen (1519–1572), Jurist, Rektor, Staatsmann und Diplomat
- Johann Hermann (1527–1605), Mediziner
- Salomon Alberti (1540–1600), Mediziner
- Petrus Albinus (1543–1598), Poet und Historiker
- Salomon Gesner (1559–1605), Theologe
- Friedrich Taubmann (1565–1613), Philologe, Rektor
- Wilhelm Nigrinus (1588–1638), Theologe, Rektor
- August Buchner (1591–1661), Philologe, Rektor
- Josephus Adjutus (1602–1668), Sprachlehrer
- Johann Andreas Quenstedt (1617–1688), Theologe
- Georg Wilhelm Kirchmaier (1673–1759), Philosoph, Rhetoriker und Sprachwissenschaftler
- Augustin Leyser (1683–1752), Jurist
- Abraham Vater (1684–1751), Mediziner und Philosoph
- Johann Matthias Hase (1684–1742), Mathematiker und Kartograph
- Nikolaus Ludwig von Zinzendorf (1700–1760), Gründer der Herrnhuter Brüder-Unität
- Georg Rudolf Böhmer (1723–1803), Mediziner und Botaniker
- Johann Reinhold Forster (1729–1798), Theologe und Botaniker
- Heinrich Leonhard Heubner (1780–1853), Theologe

## Studenten (1502–1817)
- Gregor Brück (1483–1557), Kanzler Sachsens
- Johannes Agricola (1494–1566), Theologe und Reformator
- Erasmus Alber (um 1498–1553), Theologe
- Sebald Hauenreuter (1508–1589), Philosoph, Mediziner und Hochschullehrer
- Mikael Agricola (1509–1557), finnischer Theologe und Reformator
- Christian Brück (1516–1567), Kanzler Sachsens
- Maximilian Mörlin (1516–1584), evangelischer Theologe und Reformator
- Johannes Aurifaber (Vimariensis) (um 1519–1575), Theologe
- Johann Arndt (1555–1621), Theologe
- Lambert Ludolph Helm (Pithopoeus) (1558–1559), Dichter und Hochschullehrer
- Johann Thaddäus (1570–1652), evangelischer Theologe und Schriftsteller
- Tobias Knobloch (1574–1634), Arzt und medizinischer Schriftsteller
- Bartholomäus Dietwar (1592–1670), evangelischer Pfarrer und Schriftsteller
- Johann Michael Dilherr (1604–1669), Theologe und Philologe
- Paul Gerhardt (1607–1676), Theologe und Kirchenliederdichter
- Zacharias Lund (1608–1667), Dichter
- Samuel von Butschky (1612–1678), Dichter und Schriftsteller
- Christoph Schlüter (1614–1699), Geistlicher
- Johann Klaj (1616–1656), Pastoraldichter
- Christian Brehme (1613–1667), Dichter, Bürgermeister von Dresden
- Caspar Ziegler (1621–1690), Jurist, Dichter und Komponist
- David Schirmer (1623–1686), Dichter
- Enoch Gläser (1628–1668), Jurist und Pastoraldichter
- Nicolaus von Gersdorf (1629–1702), sächsischer Jurist und Diplomat
- Balthasar Kindermann (1636–1706), Dramatiker und Schriftsteller
- Heinrich Mühlpfort (1639–1681), Barockdichter
- Christoph Kormart (1644–1701), Romanautor
- Anton Wilhelm Amo (um 1700–1754), Philosoph und erster schwarzafrikanischer Student in Deutschland
- Christian Gottfried Oertel (1718–1775), Beamter und Fachschriftsteller
- Philipp von Westphalen (1723–1792), Vertrauter und Mitarbeiter von Herzog Ferdinand von Braunschweig
- Gotthold Ephraim Lessing (1729–1789), Dichter der Aufklärung
- August Apel (1771–1816), Jurist und Schriftsteller
- Friedrich Ferdinand Gottlieb von Globig (1771–1852), kursächsischer Geheimer Rat und Oberkammerherr
- August Ludwig Gottlob Krehl (1784–1855), Theologe und Hochschullehrer